# Chiesa di San Francesco di Sales (Torino)
La chiesa di San Francesco di Sales detta "delle Sacramentine" è una chiesa neoclassica di Torino.

## Storia
Nel 1839, le monache adoratrici perpetue del Santissimo Sacramento arrivarono a Torino a si stabilirono nel Borgo Nuovo, invitate da alcune dame dell'aristocrazia torinese. L’11 aprile 1843 la regina Maria Cristina di Borbone-Due Sicilie regalò un terreno per una nuova chiesa da dedicare a San Francesco di Sales. La chiesa fu costruita su progetto dell'architetto Alfonso Dupuy (Milano, 1811 - Torino, 1895) tra il 1843 e il 1850. Carlo Alberto visitò la chiesa durante la costruzione e ne lodò l'architettura, definendola tra le migliori della città. La chiesa fu consacrata il 30 marzo 1850 da Alessio Billet. Il pronao fu finito solo nel 1874, su progetto di Carlo Ceppi. Alla raccolta dei fondi necessari per facciata contribuì l’abate Massimiliano Bardesono di Rigras (1838-1879).
La chiesa fu in parte danneggiata dal bombardamento del 13 luglio 1943, ed il monastero venne parzialmente distrutto. L'edificio è stato oggetto di restauro nel 2010.

## Descrizione
La facciata è costituita da un colonnato di sei colonne corinzie in granito, sormontate da un frontone e posate su un’ampia gradinata, in forma di propileo.
L’interno presenta un ampio vano rotondo intersecato da una croce, dalle cui estremità si innalzano quattro archi sormontati dalla cupola. Un arco accoglie il portone e un altro il presbiterio, mentre i due archi laterali accolgono le cappelle: quella di destra con gli altari di San Giuseppe e Maria Vergine Addolorata con un altare minore del Sacro Cuore di Maria, mentre la cappella sinistra con gli altari di San Francesco di Sales e della Madonna della Concezione. Le tavole degli altari sono opere di Marabotti di Mondovì
Il campanile, distante dalla chiesa e inglobato in una costruzione adiacente nella parte inferiore, non ha aspetti di particolare interesse e il suo concerto di campane deve ancora essere adeguatamente studiato.